# Yūgo Tatsuta
Yūgo Tatsuta (立田 悠悟, Tatsuta Yūgo), né le 21 juin 1998 à Shizuoka au Japon, est un footballeur international japonais. Il évolue au poste de défenseur central au Fagiano Okayama.

## Biographie

### Shimizu S-Pulse
Yūgo Tatsuta passe par le centre de formation du Shimizu S-Pulse et est intégré à l'équipe première en 2017. Il fait ses débuts en équipe première le 15 mars 2017, en Coupe de la Ligue, lors d'une défaite par un but à zéro de son équipe face au Kashiwa Reysol. Il réalise ses débuts en championnat le 25 février 2018, lors d'un match nul (0-0) contre Kashima Antlers. Lors de la journée suivante, le 3 mars 2018, il inscrit son premier but en professionnel sur la pelouse du Vissel Kobe. Titulaire au poste d'arrière droit comme pour le précédent match, Tatsuta et ses coéquipiers sortent vainqueurs de ce duel (2-4).
Le 28 avril 2018, Tatsuta débute pour la première fois une rencontre avec le Shimizu S-Pulse en officiant comme capitaine, lors d'un match de championnat contre Urawa Red Diamonds. Son équipe s'incline par deux buts à zéro ce jour-là.

### Kashiwa Reysol
En janvier 2023, Yūgo Tatsuta rejoint Kashiwa Reysol. Le transfert est annoncé dès le 30 novembre 2022.
Tatsuta marque son premier but pour le club lors d'une rencontre de coupe de la Ligue japonaise face au Thespa Gunma, le 24 avril 2024. Il est titularisé et participe à la victoire de son équipe par trois buts à un.

### Fagiano Okayama
En janvier 2025, Yūgo Tatsuta signe en faveur du Fagiano Okayama pour un contrat d'un an. Le transfert est annoncé le 27 décembre 2024.

### En sélection
Avec l'équipe du Japon espoirs, il participe au championnat d'Asie des moins de 23 ans en janvier 2018. Lors de cette compétition, il joue trois matchs. Le Japon s'incline en quart de finale face à l'Ouzbékistan.
Il dispute ensuite quelques mois plus tard les Jeux asiatiques de 2018 organisés en Indonésie. Lors de cette compétition, il joue six matchs. Le Japon s'incline en finale face à la Corée du Sud.
Tatsuta est convoqué par le sélectionneur Hajime Moriyasu pour disputer la Copa América 2019 au Brésil. Le 20 juin 2019, il honore sa première sélection face à l'Uruguay en entrant en fin de rencontre à la place de Tomoki Iwata, et la partie se solde par un match nul (2-2).